# Лозанка Пейчева
Лозанка Пейчева е българска фолклористка и музиколожка (етномузиколожка), професор в Института за етнология и фолклористика с Етнографски музей към Българската академия на науките.

## Биографични данни
През 1980 година завършва Националното музикално училище „Любомир Пипков“ в София. Още от началото на следването си в специалност „Музикознание“ на Държавната музикална академия „Панчо Владигеров“ взема участие във фолклористични теренни проучвания из цяла България. Завършва висшето си образование през 1985 г. с дипломна работа, посветена на песенния фолклор на с. Дяково, под научното ръководителство на проф. Николай Кауфман.

## Преподаване
От 1990 година Пейчева започва преподавателска дейност: в СМУ „Любомир Пипков“, където преподава българска народна музика, и в ЮЗУ „Неофит Рилски“, където чете лекции по музикален фолклор. През 1991 година придобива образователна и научна степен доктор, през 1994 година – научен сътрудник I степен, а през 2000 година – старши научен сътрудник II степен. Курсове по етномузикология води и в Консерваторията (1995 – 1996), в Нов български университет (от 1999) и в Шуменския университет (от 2002). Преподавателка по музикален фолклор и по българска етнография в Академия за музикално, танцово и изобразително изкуство „Проф. Асен Диамандиев“, Пловдив, катедра „Теория на изкуствата“. Член на Настоятелството на академията.

## Творчество
Лозанка Пейчева е авторка на повече от 140 научни публикации, посветени на българската народна музика, ромската музика и чалгата.
През 1999 година излиза първата ѝ книга „Душата плаче – песен излиза“ – монография върху ромската музика в България. През същата година взема участие в съставителството на енциклопедията „Българска народна медицина“ под редакцията на Минчо Георгиев. Съставя учебници и учебни пособия в съавторство с други специалисти като Венцислав Димов, Светла Кръстева, Стефанка Георгиева, Розмари Стателова, Любомир Кавалджиев, Донка Райчева.
През 2002 година излиза монографичното изследване „Зурнаджийската традиция в Югозападна България“ в съавторство с доц. Венцислав Димов от Института за изследване на изкуствата, БАН.
През 2008 година излиза монографията ѝ „Между Селото и Вселената: Старата фолклорна музика от България в новите времена“.

## Работа във фолклорни предавания
Освен с научната си работа, Пейчева е известна и с работата си в медиите като музикален редактор на предавания за фолклорна музика в програма „Хоризонт“ на БНР и „Дарик Радио“ и съсценарист на предаването „Музика и ритуал“ по Канал 1 на БНТ.